# La hora de la siesta
La hora de la siesta è un film del 2009 diretto da Sofía Mora.